# Mesochorus exsertus
Mesochorus exsertus là một loài tò vò trong họ Ichneumonidae.